# Ratu Lodong
Ratu Lodong is een bestuurslaag in het regentschap Flores Timur van de provincie Oost-Nusa Tenggara, Indonesië. Ratu Lodong telt 2249 inwoners (volkstelling 2010).